# فيرينك كالمار
فيرينك كالمار هو فيزيائي وسياسي مجري، ولد في 18 مايو 1955 في براشوف في رومانيا. نشط حزبياً في حزب الشعب الديمقراطي المسيحي. وقد انتخب ممثل الجمعية البرلمانية لمجلس أوروبا ‏ لترشحه ضمن قائمة المجر، (21 مايو 2010 – 22 يونيو 2014) وانتخب عضو الجمعية الوطنية المجرية ‏ وقد انضم خلال فترته النيابية ‏ (14 مايو 2010 – 5 مايو 2014) للكتلة البرلمانية حزب الشعب الديمقراطي المسيحي.